# مسجد بهرام جونغ
مسجد بهرام جونغ هو مسجد يقع في حي ناندنام في مدينة تشيناي شرق الهند , شيد المسجد بين أعوام (1789 - 1795) من قبل محمد عبد الله قادر نواز خان بهادور بهرام يونغ , وهو شاعر في بلاط محمد علي خان ولاجه .
بهرام جونغ وشقيقه حافظ أحمد خان تكبد نفقات هائلة كجزء من دولة كارناتيك بعد وفاة محمد علي خان ولاجه وتنصيب عمدة العمارة , وتمت مصادرة أراضي تابعة للإخوة من قبل شركة الهند الشرقية.